# テイラー・トンプソン (アメリカンフットボール)
テイラー・トンプソン（Taylor Thompson、1989年10月19日- ）は、テキサス州プレイノ出身の元アメリカンフットボール選手。現役時代のポジションはタイトエンド。

## 経歴
大学進学を前に、Rivals.comからは全米38位、Scout.comからは全米37位、ESPNからは全米41位のタイトエンドと評価された。
南メソジスト大学に進学、大学ではディフェンシブエンドとして起用され、1年次の2008年には先発3試合を含む9試合に出場、23タックルをあげた。
2年次の2009年には全13試合に先発し、40タックル、チームトップの5.5サックをあげた。アラバマ大学バーミングハム校戦ではトライフォーポイントをブロック、このため相手校は試合最後のプレーで2ポイントコンバージョンの選択を強いられ、南メソジスト大学はこれを阻止し、カンファレンスUSAでの連敗を17、ロードでの連敗15で止めた。
3年次の2010年には全14試合に先発出場し、32タックル、4.5サックをあげて、カンファレンスUSAのファーストチームに選ばれた。
4年次の2011年には全13試合に出場し、44タックル、8サック、1ファンブルリカバー、カンファレンス2位の6ファンブルフォースをあげた。彼の活躍もあり大学のディフェンスはカンファレンス2位となり、彼もまた2年連続でカンファレンスのファーストチームに選ばれた。
2012年のNFLドラフトで5巡全体155位及び7巡全体227位をマイアミ・ドルフィンズとのトレードアップで5巡全体145位を獲得したテネシー・タイタンズに指名されて入団した。ドラフト前のワークアウトでトンプソンの才能を見いだしたタイタンズは、大学時代のディフェンシブエンドではなく、タイトエンドにコンバートした。
2012年、全試合に出場、タイトエンドとしても4試合で先発出場し、6キャッチ、46ヤードを獲得、チーム2位の11スペシャルチームタックルをあげた。
2013年と全試合でスペシャルチーム要員として起用されるとともに控えタイトエンドを務めた。
2013年11月10日のジャクソンビル・ジャガーズ戦で、ライアン・フィッツパトリックからの9ヤードのレシーブで、プロ初TDをマークした。
2014年、ケン・ウィゼンハント新ヘッドコーチらに、チームメートのクレイグ・スティーブンスのブロック能力とデラニー・ウォーカーのレシーブ能力を兼ね備えたタイトエンドとなることを期待されたが、怪我のため3試合の出場にとどまり、11月5日に故障者リスト入りした。
タイタンズで先発8試合を含む35試合に出場した後、2015年6月18日、タイタンズから解雇された。